# BBC Global 30
Le BBC Global 30 est un indice boursier mondial qui a été mis en place par la BBC le 29 septembre 2004. L'indice s'appuie sur les informations économiques des plus grandes entreprises présentes sur trois continents différents. Jusqu'à maintenant, il s'est révélé être très volatil car bon nombre d'entreprises ont connu des pertes et gains importants.

## Les entreprises en septembre 2009
Les entreprises dans l'indice sont :
| Entreprise                         | Pays        |
| ---------------------------------- | ----------- |
| Arcelor Mittal                     | France      |
| AT&T                               | États-Unis  |
| Bank of America                    | États-Unis  |
| BHP Billiton                       | Australie   |
| BP                                 | Royaume-Uni |
| Canon                              | Japon       |
| China Mobile                       | Hong Kong   |
| CNOOC                              | Hong Kong   |
| East Japan Railway Company         | Japon       |
| Électricité de France              | France      |
| Exelon                             | États-Unis  |
| ExxonMobil                         | États-Unis  |
| General Electric                   | États-Unis  |
| Hoffmann-La Roche                  | Suisse      |
| GlaxoSmithKline                    | Royaume-Uni |
| HSBC Holdings                      | Royaume-Uni |
| JPMorgan Chase                     | États-Unis  |
| Johnson & Johnson                  | États-Unis  |
| Microsoft                          | États-Unis  |
| Mitsubishi Corporation             | Japon       |
| Mitsubishi Tokyo Financial         | Japon       |
| Monsanto                           | États-Unis  |
| Nestlé                             | Suisse      |
| Nippon Telegraph and Telephone     | Japon       |
| Nokia                              | Finlande    |
| Potash Corporation of Saskatchewan | Canada      |
| Procter & Gamble                   | États-Unis  |
| Siemens                            | Allemagne   |
| Takeda Pharmaceutical              | Japon       |
| Tesco                              | Royaume-Uni |
| Tokyo Electric Power Company       | Japon       |
| Toyota Motor Corporation           | Japon       |
| Vodafone Group                     | Royaume-Uni |
| Walmart Stores                     | États-Unis  |
| Woodside Petroleum                 | Australie   |